# أنا وابنتي والحب (فلم)
أنا وابنتي والحب فيلم دراما رومانسي مصري للمخرج محمد راضي عام 1974 عن قصة وسيناريو وحوار عزت الأمير. الفيلم من بطولة هند رستم ومحمود ياسين وشهيرة وتدور الأحداث، اقتباسًا عن رواية (لوليتا) للكاتب الروسي فلاديمير نابوكوف، حول (أحمد) الذي يملك فندقًا في الإسكندرية ويقع في حب (سهام) وابنتها المراهقة (سحر)، واللتين يسترجع معهما ذكريات من فترة طفولته، ويدور الصراع بين الأم والابنة حول حب أحمد.
صدر الفيلم إلى دور العرض المصرية في 18 أبريل 1974.
منح موقع قاعدة بيانات الأفلام على الإنترنت (IMDB) الفيلم درجة 3.1/ 10.
منح موقع قاعدة بيانات الأفلام العربية «السينما.كوم» الفيلم درجة 5.3/ 10.

## طاقم التمثيل
- محمود ياسين: في دور أحمد
- هند رستم: في دور سهام
- شهيرة: في دور سحر

بالاشتراك مع: محمد رضا - عبد المنعم مدبولي - غسان مطر - فاطمة عمارة - إسعاد يونس - إلهامي فايد - محمود كامل - نيللي فؤاد.
أبطال الفيلم
وقفت شهيرة في نحو 11 فيلماً سينمائياً، أمام أستاذها وزوجها محمود ياسين، منها «سؤال في الحب» 1975، «شقة في وسط البلد» 1975، «رحلة الشقاء والحب» 1982، «ليل وخونة» 1990، و«صور ممنوعة» 1972 الذي شهد بداية لقائهما الفني.

## أحداث الفيلم
تمرض الأم وتموت وينشأ "أحمد" يتيم الأم، لأب يمتلك فندقاً كبيراً، وتهاجر صديقته الصغيرة ويصبح وحيدأ، محباً للعزلة. يقضي أحمد أوقاته في الرسم ويلتحق بكلية الفنون، ويصادف زميلة له، يعرض عليها الزواج سريعاً، وأيضاً يقرر ترك الكلية حيث أنه أصبح مالكاً للفندق. يظل "أحمد" (محمود ياسين) يبحث عن شيئاً ولا يجده، وينفصل عن زوجته التي لا تجمعه بها أي شيء. تمر السنوات ويخط الشيب شعر "أحمد"، وتتابع نظراته دائماً الفتيات الصغيرات. تشد انتباهه فتاة على شاطئ البحر ولا يستطيع إخراجها من تفكيره، وتحدث المفاجأة ويجد أن فتاة الشاطئ ووالدتها نزلاء بفندقه، وعلى الفور يطالع أسماء النزلاء ويعرف أن الوالدة هي السيدة "سهام" (هند رستم)، وأبنتها "سحر" (شهيرة)، وأن السيدة "سهام" أرملة تقيم مع ابنتها في بيت كبير بضاحية حلوان حيث حولت جزء من هذا البيت إلى «بنسيون» للإقامة والاستشفاء من أمراض العظام والعضلات لكبار السن.
يخطط "أحمد" للقاء الأم والابنة في حلوان وهو عاقد العزم على الوصول للفتاة عن طريق التودد للأم، وفي حلوان يقيم في البنسيون ويظهر الود للأرملة الجميلة "سهام"، كما يقوم باصطحاب "سحر" في خروجاتها للأماكن المختلفة. تسافر "سحر" مع مدرستها في رحلة سياحية إلى الأقصر وأسوان، وتجد "سهام" الوقت مناسباً لتصارح "أحمد" بحبها الذي يصارحها بأنه لا يبادلها نفس الشعور وهنا تطلب منه المغادرة بلا عودة. يسارع "أحمد" بتغيير رأيه ولا يمانع في الزواج منها للبقاء بجوار حبيبته "سحر". تعود "سحر" ويبدأ "أحمد" في الغيرة عليها من أصدقائها وبمرور الوقت، ومع استمرار "أحمد" في التقرب من "سحر"، تقع في حبه وتصبح عشيقة زوج أمها. تعود "سهام" ذات مرة لتجد أوراق "أحمد" ومذكرات كتب فيها حبه ل"سحر" وأن زواجه من "سهام" كان للوصول ل"سحر"، وتنهار الأم وتواجه الشابة المراهقة وتصفعها وتفسر "سحر" قصتها بأنها في بحث عن من يأخذ دور الأب. يغادر "أحمد" الأم والابنة وهو يسأل نفسه عن سؤال طالما حير الكثيرين: «لماذا تظل مشاعر الإنسان تدفعه في الطريق الخطأ؟».  

## استقبال الفيلم
أن كاتب السيناريو لا يذكر المصدر الأجنبي، بل يكتب أنه مؤلف القصة والسيناريو والحوار، رغم أن الأمر معروف، ونحن هنا لسنا أمام كاتب سيناريو محترف، فهذا هو الفيلم الأول لعزت الأمير، الذي عمل لسنوات في دار الهلال... ما أروع المقارنة بين أعمال سينمائية مأخوذة عن مصدر، والحقيقة لا أعرف إلى أي مصدر رجع كاتب السيناريو عزت الأمير، هل إلى فيلم ستانلى كيوبريك «لوليتا» 1962، أم إلى الطبعات الشعبية المترجمة المختصرة من الرواية، ولكن أجمل ما في النص الأدبى هو حالة الهوس الشديد التي يكتب بها السجين هيبولت عن حبيبته الصغيرة لوليتا، وهو ينطق باسمها في السطور الأولى حرفا حرفا، كأنه يلعقها... الفيلم المصرى يحكى عن الماضى الأول للبطل الذي خسر حبيبته الصغيرة بسفرها إلى الخارج، ولذا فمن السهولة ان يقع في حب الفتاة «سمر»، بالنسبة للنص فإن نابوكوف (الكاتب الروسي الأمريكي فلاديمير نابوكوف مؤلف رواية «لوليتا» 1955) أسس لعقدة نفسية، أو جنسية تقوم بين طفلة في الرابعة عشرة ورجل في الأربعين، ويكون الحب متبادلا غالبا، وفي جميع النصوص فإن العاشق الناضج اتخذ من الأم جسراً كي يبقى إلى جوار حبيبته الصغيرة التي تسلل اليها عاطفياً ببطء ملحوظ، وقام بالتخلص من الأم بالقتل، وهذا أمر لم يحدث في الفيلم المصري، رغم أن «أحمد» سعى حثيثا لتدبير السم للتخلص من الأم... لم يجتهد عزت الأمير كثيرا وهو يرجع إلى النص، إلا في امور معينة، فهو قد أضاف حكاية ميراث الفندق عن أبيه، وهو أمر غير موجود في النص، لكن في نهاية الفيلم فإن أحمد يمتص اسم حبيبته مثلما فعل همبرت مع لوليتا، وبعد الزواج من أمها أحس انه والد لابنة زوجته، لكن الأمور كانت قد تكشفت، لاشك أن الفيلم لم يشأ إلا بقاء اخفاء الآم، وبالتالى لم تمت سعاد، وقد كان كشف المشاعر سببا أن تقترب الأم من ابنتها بعد عتاب عابر، ويعود أحمد إلى الإسكندرية دون عقاب سماوي، وبالتالى فقد تم حذف الشخص الثاني في حياة المراهقة، تعترف سحر أن هذا الحب نوع من من الحب البديل لأب مات، وليس موجودا في حياة البنت وأمها، لكن المواجهة بين المرأتين تكشف مدى حرمان كل منهما، أما أحمد فإنه يعود إلى الإسكندرية دون أي خسائر ممكنة... من المهم الإشارة إلى أن محمد راضى كان منجذبا في هذه الفترة للحديث عن العلاقات الممنوعة داخل مجال الأسرة، فهو صاحب فيلم «الحاجز» عام 1972، حول علاقة حب تربط بين زوجة وشقيق زوجها الذي يعيش مع الزوجين تحت سقف واحد

## روابط خارجية
- مقالات تستعمل روابط فنية بلا صلة مع ويكي بيانات
- أنا وابنتي والحب على الدهليز
- أنا وابنتي والحب على كاروهات